# シウダー・ビエハ
シウダー・ビエハ（スペイン語: Ciudad Vieja、「古都」を意味する）は、グアテマラのサカテペケス県にある基礎自治体（ムニシピオ）および町である。2018年の国勢調査によれば、町の人口は32,802人で、ムニシピオ全体では33,405人である。シウダー・ビエハには植民地時代のグアテマラの2番目の首都サンティアゴ・デ・ロス・カバジェロス・デ・グアテマラが置かれていた。
植民地時代のグアテマラの首都の廃墟がある町は現代ではサン・ミゲル・エスコバルと呼ばれている。グアテマラ最初の都であるテクパン・クァウテマラン（イシムチェ）が維持できなくなった後、スペイン人は1527年にここに都を遷した。しかし1541年にアグア火山の火山泥流によって破壊され、放棄された。
シウダー・ビエハおよびサン・ミゲル・エスコバルの町は世界遺産アンティグア・グアテマラの一部をなす。

## 歴史
1527年、アデランタードのペドロ・デ・アルバラードの兄にあたるホルヘ (Jorge de Alvarado) がここをグアテマラ総督府の2番目の都として建設した。この町はアグア火山の麓のアルモロンガ盆地に位置していた。翌年この新しいサンティアゴが都として宣言され、急速に重要さを増した。新しい都は守りやすく、土地は肥沃で水も豊富だった。
1541年7月にペドロ・デ・アルバラードが死亡した後、市会議は未亡人のベアトリス・デ・ラ・クエバ (Beatriz de la Cueva) を市の統治者に任命した。
1541年9月10日、アグア火山の火山泥流によって町は破壊され、ベアトリス・デ・ラ・クエバ自身も被災して死亡した。生き残った人々は、ベアトリスの弟であるフランシスコ・デ・ラ・クエバと司教フランシスコ・マロキンを臨時の統治者に任命した。彼らはパンチョイ盆地（今のアンティグア・グアテマラ）に都を遷すことを決定した。
2010年5月、熱帯暴風雨 (Tropical Storm Agatha) のためにアグア火山で土石流が発生し、サン・ミゲル・エスコバルにおいて9人の死者と13人の行方不明者を含む大きな被害にあった。

## 気候
シウダー・ビエハは温帯夏雨気候（ケッペンの気候区分でCwb）に属する。
| シウダー・ビエハの気候 | シウダー・ビエハの気候 | シウダー・ビエハの気候 | シウダー・ビエハの気候 | シウダー・ビエハの気候 | シウダー・ビエハの気候 | シウダー・ビエハの気候 | シウダー・ビエハの気候 | シウダー・ビエハの気候 | シウダー・ビエハの気候 | シウダー・ビエハの気候 | シウダー・ビエハの気候 | シウダー・ビエハの気候 | シウダー・ビエハの気候 |
| 月                     | 1月                    | 2月                    | 3月                    | 4月                    | 5月                    | 6月                    | 7月                    | 8月                    | 9月                    | 10月                   | 11月                   | 12月                   | 年                     |
| ---------------------- | ---------------------- | ---------------------- | ---------------------- | ---------------------- | ---------------------- | ---------------------- | ---------------------- | ---------------------- | ---------------------- | ---------------------- | ---------------------- | ---------------------- | ---------------------- |
| 平均最高気温 °C （°F） | 22.7 (72.9)            | 23.5 (74.3)            | 24.7 (76.5)            | 24.9 (76.8)            | 24.7 (76.5)            | 23.8 (74.8)            | 23.6 (74.5)            | 23.9 (75)              | 23.1 (73.6)            | 22.8 (73)              | 23.1 (73.6)            | 22.4 (72.3)            | 23.6 (74.48)           |
| 日平均気温 °C （°F）   | 16.8 (62.2)            | 17.3 (63.1)            | 18.4 (65.1)            | 19.1 (66.4)            | 19.5 (67.1)            | 19.7 (67.5)            | 19.2 (66.6)            | 19.2 (66.6)            | 18.8 (65.8)            | 18.4 (65.1)            | 18.0 (64.4)            | 16.8 (62.2)            | 18.43 (65.18)          |
| 平均最低気温 °C （°F） | 10.8 (51.4)            | 11.1 (52)              | 11.9 (53.4)            | 13.3 (55.9)            | 14.3 (57.7)            | 15.3 (59.5)            | 14.6 (58.3)            | 14.3 (57.7)            | 14.4 (57.9)            | 13.9 (57)              | 12.7 (54.9)            | 11.3 (52.3)            | 13.16 (55.67)          |
| 降水量 mm （inch）     | 2 (0.08)               | 5 (0.2)                | 6 (0.24)               | 28 (1.1)               | 125 (4.92)             | 255 (10.04)            | 181 (7.13)             | 154 (6.06)             | 255 (10.04)            | 142 (5.59)             | 20 (0.79)              | 6 (0.24)               | 1,179 (46.43)          |
| 出典：Climate-Data.org |                        |                        |                        |                        |                        |                        |                        |                        |                        |                        |                        |                        |                        |